# 275962 Chalverat
275962 Chalverat este un asteroid din centura principală de asteroizi.

## Descriere
275962 Chalverat este un asteroid din centura principală de asteroizi. A fost descoperit pe 21 noiembrie 2001 la Vicques de Michel Ory. Asteroidul prezintă o orbită caracterizată de o semiaxă mare de 2,58 ua, o excentricitate de 0,22 și o înclinație de 5,5° în raport cu ecliptica.